# Домінік Рошто
Домінік Рошто (фр. Dominique Rocheteau, нар. 14 січня 1955, Сент) — колишній французький футболіст, нападник та фланговий півзахисник.
Насамперед відомий виступами за «Сент-Етьєн» та «Парі Сен-Жермен», а також національну збірну Франції.
Чемпіон Європи 1984 року. Учасник трьох чемпіонатів світу. Бронзовий призер чемпіонату світу 1986 року.

## Клубна кар'єра
У дорослому футболі дебютував 1972 року виступами за «Сент-Етьєн», в якому провів вісім сезонів, взявши участь у 153 матчах чемпіонату. У складі «Сент-Етьєна» був одним з головних бомбардирів команди, маючи середню результативність на рівні 0,33 голу за гру першості.
Своєю грою за цю команду привернув увагу представників тренерського штабу «Парі Сен-Жермена», до складу якого приєднався 1980 року. Відіграв за паризьку команду наступні шість сезонів своєї ігрової кар'єри. Більшість часу, проведеного у складі «Парі Сен-Жермен», був основним гравцем команди. В новому клубі був серед найкращих голеодорів, відзначаючись забитим голом в середньому щонайменше у кожній третій грі чемпіонату.
Завершив професійну ігрову кар'єру у клубі «Тулуза», за яку виступав протягом 1987–1989 років.

### Клубна статистика. Чемпіонат та Кубок Франції. 1972–1989
| Сезон             | Клуб              | Ліга              | Чемпіонат  | Чемпіонат | Чемпіонат | Кубок Франції | Кубок Франції | Кубок Франції |
| ----------------- | ----------------- | ----------------- | ---------- | --------- | --------- | ------------- | ------------- | ------------- |
| Сезон             | Клуб              | Ліга              | Досягнення | Матчі     | Голи      | Досягнення    | Матчі         | Голи          |
| 1972-73           | «Сент-Етьєн»      | Д1                | 4          | 2         | 0         | —             | —             | —             |
| 1973-74           | «Сент-Етьєн»      | Д1                |            | 4         | 0         |               | 2             | 1             |
| 1974-75           | «Сент-Етьєн»      | Д1                |            | 4         | 0         |               | 1             | 0             |
| 1975-76           | «Сент-Етьєн»      | Д1                |            | 22        | 11        | 1/32          | 1             | 0             |
| 1976-77           | «Сент-Етьєн»      | Д1                | 5          | 27        | 3         |               | 7             | 0             |
| 1977-78           | «Сент-Етьєн»      | Д1                | 7          | 26        | 5         | 1/16          | 1             | 0             |
| 1978-79           | «Сент-Етьєн»      | Д1                |            | 37        | 21        | 1/8           | 5             | 0             |
| 1979-80           | «Сент-Етьєн»      | Д1                |            | 31        | 11        | 1/4           | 1             | 0             |
| 1980-81           | «Парі Сен-Жермен» | Д1                | 5          | 37        | 16        | 1/16          | 3             | 1             |
| 1981-82           | «Парі Сен-Жермен» | Д1                | 7          | 22        | 10        |               | 8             | 6             |
| 1982-83           | «Парі Сен-Жермен» | Д1                |            | 26        | 11        |               | 9             | 3             |
| 1983-84           | «Парі Сен-Жермен» | Д1                | 4          | 30        | 9         | 1/32          | 1             | 0             |
| 1984-85           | «Парі Сен-Жермен» | Д1                | 13         | 31        | 15        | фіналіст      | 10            | 2             |
| 1985-86           | «Парі Сен-Жермен» | Д1                |            | 35        | 19        | 1/2           | 7             | 1             |
| 1986-87           | «Парі Сен-Жермен» | Д1                | 7          | 23        | 3         | 1/16          | 1             | 0             |
| 1987-88           | «Тулуза»          | Д1                | 13         | 26        | 4         | 1/8           | 4             | 1             |
| 1988-89           | «Тулуза»          | Д1                | 10         | 34        | 7         | 1/16          | 2             | 0             |
| ВСЬОГО            | «Сент-Етьєн»      | Д1                | 8 сезонів  | 153       | 51        | 7 стартів     | 23            | 2             |
| ВСЬОГО            | «Парі Сен-Жермен» | Д1                | 7 сезонів  | 204       | 83        | 7 стартів     | 39            | 13            |
| ВСЬОГО            | «Тулуза»          | Д1                | 2 сезони   | 60        | 11        | 2 старти      | 6             | 1             |
| ВСЬОГО за кар'єру | ВСЬОГО за кар'єру | ВСЬОГО за кар'єру | 17 сезонів | 417       | 145       | 16 стартів    | 68            | 16            |

## Єврокубки
Домінік Рошто провів 9 сезонів у клубних турнірах УЄФА: по 4 — у складі «Сент-Етьєна», та «Парі Сен-Жермена», і один сезон у формі «Тулузи», зігравши загалом 36 ігор, забивши 8 голів.
Найкраще досягнення — фінал Кубка чемпіонів 1975-76, який відбувся 12 травня у Глазго на стадіоні Гемпден-Парк, де французи поступилися мюнхенській «Баварії» — 0:1.
Дебют припав на матч-відповідь 1/16 фіналу Кубка чемпіонів 1975-76 проти данського клубу «Копенгаген Болдклуб». Ця гра відбулася 1 жовтня 1975 року в Сент-Етьєні і завершилася перемогою господарів 3:1. У першій грі забив і перший м'яч, відкривши рахунок. У наступному раунді цього ж сезону французи грали з «Глазго Рейнджерс». У повторному матчі у гостях Домінік забив першого м'яча і «зелені» перемогли — 2:1. В чвертьфіналі «Сент-Етьєн» зустрічався з київським «Динамо». Програвши в Сімферополі — 0:2, вдома клуб Рошто приклав зусиль, щоб в додатковий час вибороти перемогу — 3:0. Саме Домінік забив третій, вирішальний гол. У фіналі в Глазго тренер Робер Ербен випустив Рошто лише на останні 8 хвилин зустрічі — 0:1.
Відзначився 3 голами у розіграші Кубка УЄФА 1984-85 Один — у матчі 1/16 фіналу у ворота «Гарт оф Мідлотіан» з Едінбурга. «Сент-Етьєна» переміг на власній арені «Жеффру-Гішар»— 4:0. Ще два — у першому матчі 1/16 фіналу угорському «Відеотону». Удома парижани програли — 2:4.
Останні свої м'ячі у єврокубках провів також у розіграші Кубка УЄФА. В сезоні 1987-88 виступаючи за «Тулузу» на стадії 1/32 фіналу двічі забив у ворота грецького «Паніоніоса». Один гол у домашній грі — 5:1 та у матчі-відповіді у Греції — 1:0.
А повторна гра 1/16 фіналу Кубка УЄФА у Леверкузені проти місцевого «Баєра» 4 листопада 1987 року стала останньою для 32-річного ветерана на клубній євроарені. Німці — майбутні переможці турніру — виграли з рахунком 1:0.

### Статистика виступів у єврокубках
| Сезон             | Клуб              | Турнір          | Досягнення    | Матчі | Голи |
| ----------------- | ----------------- | --------------- | ------------- | ----- | ---- |
| 1975-76           | «Сент-Етьєн»      | Кубок чемпіонів | фіналіст      | 8     | 3    |
| 1976-77           | «Сент-Етьєн»      | Кубок чемпіонів | 1/4 фіналу    | 6     | 0    |
| 1977-78           | «Сент-Етьєн»      | Кубок кубків    | 1/16 фіналу   | 2     | 0    |
| 1979-80           | «Сент-Етьєн»      | Кубок УЄФА      | 1/4 фіналу    | 5     | 0    |
| 1982-83           | «Парі Сен-Жермен» | Кубок кубків    | 1/4 фіналу    | 3     | 0    |
| 1983-84           | «Парі Сен-Жермен» | Кубок кубків    | 1/8 фіналу    | 3     | 0    |
| 1984-85           | «Парі Сен-Жермен» | Кубок УЄФА      | 1/16 фіналу   | 3     | 3    |
| 1986-87           | «Парі Сен-Жермен» | Кубок чемпіонів | 1/16 фіналу   | 2     | 0    |
| 1987-88           | «Тулуза»          | Кубок УЄФА      | 1/16 фіналу   | 4     | 2    |
| ВСЬОГО за кар'єру | ВСЬОГО за кар'єру | 9 євросезонів   | 9 євросезонів | 36    | 8    |

### Статистика по турнірам
| Турнір          | Сезони | Матчі | Голи |
| --------------- | ------ | ----- | ---- |
| Кубок чемпіонів | 3      | 16    | 3    |
| Кубок кубків    | 3      | 8     | 0    |
| Кубок УЄФА      | 3      | 12    | 5    |

## Виступи за збірну
Протягом кар'єри у національній команді, яка тривала майже 11 років, провів у формі головної команди країни 49 матчів, забивши 15 голів.
3 вересня 1975 року дебютував в офіційних матчах у складі національної збірної Франції. Це була відбіркова гра до чемпіонату Європи 1976 року зі збірною Ісландії в Нанті — 3:0 на користь господарів.
Перший гол забив у товариському матчі зі збірною Швейцарії 23 квітня 1977 року в Женеві. Рахунок зустрічі — 4:0.
На чемпіонаті світу 1986 року в Мексиці провів свій останній м'яч та зіграв останню гру.
9 червня в Леоні у груповому поєдинку з угорцями забив останній гол, як у даній грі — 3:0, так і у своїй кар'єрі.
А 21 червня чвертьфінал з бразильцями в Гвадалахарі став останнім матчем у формі «триколірних».
| Голи Домініка Рошто за збірну Франції | Голи Домініка Рошто за збірну Франції | Голи Домініка Рошто за збірну Франції        | Голи Домініка Рошто за збірну Франції | Голи Домініка Рошто за збірну Франції | Голи Домініка Рошто за збірну Франції | Голи Домініка Рошто за збірну Франції |
| №                                     | Дата                                  | Місце проведення                             | Турнір                                | Суперник                              | Голи                                  | Рахунок гри                           |
| ------------------------------------- | ------------------------------------- | -------------------------------------------- | ------------------------------------- | ------------------------------------- | ------------------------------------- | ------------------------------------- |
| 1                                     | 23 квітня 1977                        | Женева, «Стад-де-Шарміль»                    | Товариський                           | Швейцарія                             | 0:3                                   | 0:4                                   |
| 2                                     | 16 листопада 1977                     | Париж, «Парк де Пренс»                       | Кваліф. ЧС-1978                       | Болгарія                              | 1:0                                   | 3:1                                   |
| 3                                     | 10 червня 1978                        | Мар-дель-Плата, «Естадіо Хосе Марія Мінелла» | ЧС-1978                               | Угорщина                              | 1:3                                   | 1:3                                   |
| 4                                     | 5 грудня 1981                         | Париж, «Парк де Пренс»                       | Кваліф. ЧС-1982                       | Кіпр                                  | 1:0                                   | 4:0                                   |
| 5                                     | 4 липня 1982                          | Мадрид, «Вісенте Кальдерон»                  | ЧС-1982                               | Північна Ірландія                     | 2:0                                   | 4:1                                   |
| 6                                     | 4 липня 1982                          | Мадрид, «Вісенте Кальдерон»                  | ЧС-1982                               | Північна Ірландія                     | 3:0                                   | 4:1                                   |
| 7                                     | 23 квітня 1983                        | Париж, «Парк де Пренс»                       | Товариський                           | Югославія                             | 2:0                                   | 4:0                                   |
| 8                                     | 23 квітня 1983                        | Париж, «Парк де Пренс»                       | Товариський                           | Югославія                             | 3:0                                   | 4:0                                   |
| 9                                     | 5 жовтня 1983                         | Париж, «Парк де Пренс»                       | Товариський                           | Іспанія                               | 1:0                                   | 1:1                                   |
| 10                                    | 28 березня 1984                       | Марсель, «Велодром»                          | Товариський                           | Австрія                               | 1:0                                   | 1:0                                   |
| 11                                    | 21 серпня 1985                        | Париж, «Парк де Пренс»                       | Товариський                           | Уругвай                               | 1:0                                   | 2:0                                   |
| 12                                    | 30 жовтня 1985                        | Париж, «Парк де Пренс»                       | Кваліф. ЧС-1986                       | Люксембург                            | 1:0                                   | 6:0                                   |
| 13                                    | 30 жовтня 1985                        | Париж, «Парк де Пренс»                       | Кваліф. ЧС-1986                       | Люксембург                            | 3:0                                   | 6:0                                   |
| 14                                    | 30 жовтня 1985                        | Париж, «Парк де Пренс»                       | Кваліф. ЧС-1986                       | Люксембург                            | 6:0                                   | 6:0                                   |
| 15                                    | 9 червня 1986                         | Леон, «Естадіо Леон»                         | ЧС-1986                               | Угорщина                              | 3:0                                   | 3:0                                   |

### Статистика матчів за збірну
| Турнір               | Матчі | Перемоги | Нічиї | Поразки | Голи |
| -------------------- | ----- | -------- | ----- | ------- | ---- |
| Товариські матчі     | 19    | 11       | 5     | 4       | 5    |
| Чемпіонат Європи     | 2     | 2        | 0     | 0       | 0    |
| Кваліфікація ЧЄ      | 6     | 4        | 1     | 1       | 0    |
| Чемпіонат світу      | 10    | 6        | 2     | 2       | 4    |
| Кваліфікація ЧС      | 11    | 8        | 0     | 3       | 5    |
| Кубок Артеміо Франкі | 1     | 1        | 0     | 0       | 1    |
| ВСЬОГО               | 49    | 31       | 8     | 10      | 15   |

### На чемпіонатах світу та Європи
У складі збірної був учасником:
- чемпіонату світу 1978 року в Аргентині, на якому «сині» посіли 3-е місце в групі;
- чемпіонату світу 1982 року в Іспанії, на якому французи були 4-ми;
- чемпіонату Європи 1984 року у Франції, здобувши титул чемпіона;
- чемпіонату світу 1986 року в Мексиці, на якому «триколірні» вибороли «бронзу».

| Рік  | Турнір           | Місце | Матчі | Перемоги | Нічиї | Поразки | Голи |
| ---- | ---------------- | ----- | ----- | -------- | ----- | ------- | ---- |
| 1978 | Чемпіонат світу  | 12    | 2     | 1        | 0     | 1       | 1    |
| 1982 | Чемпіонат світу  | 4     | 4     | 2        | 1     | 1       | 2    |
| 1984 | Чемпіонат Європи |       | 2     | 2        | 0     | 0       | 0    |
| 1986 | Чемпіонат світу  |       | 4     | 3        | 1     | 0       | 1    |

## Титули і досягнення
- Чемпіон Франції (4):

«Сент Етьєн»: 1973-74, 1974-75, 1975-76
«Парі Сен-Жермен»: 1985-86
- Володар Кубка Франції (3):

«Сент-Етьєн»: 1976-77
«Парі Сен-Жермен»: 1981-82, 1982-83
- Чемпіон Європи (1):

Франція: 1984
- Бронзовий призер чемпіонату світу (1):

Франція: 1986
- Володар Кубка Артеміо Франкі (1):

Франція: 1985